# John Neal
John Neal (Falmouth, 25 agosto 1793 – Portland, 20 giugno 1876) è stato uno scrittore e critico letterario statunitense.
Precursore in svariati ambiti della letteratura, fu il primo autore statunitense a impiegare il colloquialismo nelle sue opere, rompendo con le tradizioni classiche, più formali, della letteratura. Personaggio scostante, ha lasciato un'opera letteraria frammentaria. Fu propugnatore dei diritti delle donne, del movimento per la temperanza. Svolse anche l'attività di pugile e architetto.